# Lista di elicotteri
Lista di elicotteri secondo costruttore, tipo e versione. 

## Costruttore
Aerokopter
- AK 1-3

Aero
- HC-2 Heli Baby
- HC-3

AirScooter
- AirScooter

Aerotechnik Frankfurt
- WGM 21

Aérospatiale
- Aérospatiale SA-315 Lama
- Aérospatiale SA-318 Alouette II
- Aérospatiale SA-319 Alouette III
- Aérospatiale SA 321 Super Frelon
- Aérospatiale SA 330 Puma
- Aérospatiale AS 332 Super Puma
- Aérospatiale SA 341 Gazelle
- Aérospatiale SA 342 Gazelle
- Aérospatiale AS 350 in seguito Eurocopter AS 350 Ecureuil (anche Squirrel)
- Aérospatiale AS 355 Ecureuil 2
- Aérospatiale SA 360 Dauphin
- Aérospatiale SA 365 Dauphin 2

Airbus Helicopters (già Eurocopter)
- BO 105
- Eurocopter BK 117
- Eurocopter EC 145 (BK 117C-2) / Eurocopter EC 145T2 (BK 117D-2)
- Eurocopter EC 645
- Airbus Helicopters UH-72 Lakota
- Airbus Helicopters H120 Colibri
- Airbus Helicopters H130
- Eurocopter AS 350 Ecureuil
- Airbus Helicopters H225 Super Puma (AS 332)e AS 532/EC 725 Cougar
- Airbus Helicopters H135
- Airbus Helicopters H135M
- Airbus Helicopters H155 e AS 365 Dauphin
- Airbus Helicopters H175
- Airbus Helicopters H665 Tiger
- NHI NH90 e NFH (con AgustaWestland e Fokker)

Agusta (oggi AgustaWestland)
- Agusta A101
- Agusta A103
- Agusta A104 Helicar
- Agusta A105
- Agusta A106
- Agusta A109
- Agusta A115
- Agusta A119 Koala
- Agusta A129 Mangusta
- AgustaWestland AW139
- AgustaWestland AW609
- EH-101
- NH90

Atlas
Atlas privatizzata nella Denel.
Avicopter
- Avicopter AC310
- Avicopter AC311
- Avicopter AC313
- Avicopter HC-120
- Avicopter Z-9
- Avicopter WZ-10
- Avicopter Z-11

Baumgartl
- Heliofly I
- Heliofly III/57
- Heliofly III/59
- PB-60
- PB-63
- PB-64

Bell/Agusta
- BA609 Tiltrotor
- AB139

Bell/Boeing
- V-22 Osprey

Bell Helicopter
- Bell 30
- Bell 47
- Bell 48
- Bell 61
- Bell AH-1, Cobra, Super Cobra
- Bell ARH-70
- Bell 204 UH-1 Iroquois (Huey; Teppichklopfer)
- Bell 205 UH-1 D und H Iroquois
- Bell 206 Jet Ranger, Long Ranger, Twin Ranger
- Bell 207 Sioux Scout
- Bell 209, HueyCobra & Sea Cobra
- Bell OH-58 Kiowa (Prime Chance, TF-188, Kiowa Warrior)
- Bell 210
- Bell 212 Twin Two-Twelve
- Bell 214 BigLifter
- Bell 222
- Bell 230
- Bell 309 King Cobra
- Bell 400
- Bell 407
- Bell 409
- Bell 412
- Bell 427
- Bell 429
- Bell 430
- Bell 505
- Bell 525
- Bell XV-3
- Bell XV-15
- Bell V-280 Valor

Bölkow
- Bölkow Bo 46
- Bölkow Bo 102 Heli-Trainer
- Bölkow Bo 103
- Bölkow Bo 105
- Bölkow Bo 140

Borgward
- Kolibri I (1958)

Boeing (McDonnell Douglas)
- McDonnell Douglas AH-64 Apache

Boeing/Sikorsky
- Boeing-Sikorsky RAH-66 Comanche

Boeing-Vertol
- Boeing-Vertol 107 CH-46 Sea Knight
- Boeing-Vertol CH-47 Chinook

Brantly
- Brantly B-1
- Brantly B-2
- Brantly 305

Bratuchin
- Bratuchin OKB-3 Omega
- Bratuchin Omega II

Breguet
- Gyroplane-Laboratoire

Bristol Aircraft Company
- Bristol 171 Sycamore
- Bristol 173
- Bristol 192 Belvedere

Cessna
- Cessna CH-1

CH-7 Heli-Sport S.r.l.
- CH-7

Changhe;
- Changhe Z11

Cicaré
- Cicaré CH-1
- Cicaré CH-2
- Cicaré CH-3 Colibri/Cicaré C.K.1
- Cicaré CH-4
- Cicaré CH-5 AG
- Cicaré CH-6
- Cicaré CH-7
- Cicaré CH-9
- Cicaré CH-10
- Cicaré CH-11
- Cicaré CH-12
- Cicaré CH-14

Cierva Autogiro (G.& J.Weir)
- Cierva W.9
- Cierva W.11 Air Horse (3 Rotoren)
- Cierva W.14 Skeeter
- Cierva CR Twin Grasshopper III (con Rotorcraft)

Denel
- AH-2 Rooivalk (anche AT-2, prima Atlas CSH-2)
- Oryx su licenza del Aerospatiale SA330 Puma

Dornier
- Dornier Do 132
- Dornier Do 32 (Kiebitz, 1962)
- Dornier Do 34 (Kiebitz, 1972–1981)

Eagle R&D
- Helicycle

EH-Industries
- EH Industries EH101

Enstrom Helicopter Corporation
- Enstrom F-28F
- Enstrom 280FX
- Enstrom 480

Erickson Aircrane
- Sikorsky S-64 Skycrane

Fairey
- Fairey Rotodyne

Flettner
- Flettner Fl 184
- Flettner Fl 185
- Flettner Fl 201
- Flettner Fl 265
- Flettner Fl 282 Kolibri
- Flettner Fl 339

Focke-Achgelis
- Fa 223 Drache
- Fa 224 Libelle
- Fa 225
- Fa 269 (Convertiplano 1941, 1944)
- Fa 330 Bachstelze
- Fa 61 (origine Focke-Wulf Fw 61)

Ganswindt
Hebeluftschraubenflugzeug (1901)
Guimbal (Hélicoptères Guimbal)
- Cabri G2

Helicopter Technik München
- HTM Skyrider

HESA
- HESA Schahed 274
- HESA Schahed 285

Hiller Aviation
- Hiller XH-44
- Hiller UH-12 Raven
- Hiller ROE-1 Rotorcycle

Hindustan Aeronautics Limited
- HAL Chetak
- HAL Cheetah, su licenza del Aérospatiale SA-315 Lama
- HAL Dhruv
- HAL LANCER

Hughes Helicopters
- Hughes AH-64 Apache
- Hughes 300C
- Hughes 500
- Hughes 500 D
- Hughes MH-6
- OH 6 Cayuse (little Bird) Loach

Innovator Technologies
- Mosquito AIR
- Mosquito XE
- Mosquito XEL
- Mosquito XET

Instituto de Pesquisas e Desenvolvimento (IPD)
- IPD BF-1 Beija-Flôr

Yakovlev
- Yakovlev Yak-24 fliegender Waggon, NATO-Codename: Horse
- Yakovlev Yak-100
- Yakovlev EG, sperimentale 1947

Korea Aerospace Industries
- KAI KUH Korean Utility Helicopter

Kaman Aircraft Corporation
- K-125
- K-190
- K-225
- K-240 (HTK-1)
- K-600 (HOK-1/HUK-1)
- K-600 (H-43A Huskie)
- K-600-3 (HH-43B Huskie II)
- K-600-5 (HH-43F Huskie)
- K-17
- K-1125 Huskie III (civile)
- K-20 (UH-2/SH-2 Seasprite)
- K-1200 K-MAX

Kamov
- Kamov Ka-8 fliegendes Motorrad
- Kamov Ka-10 NATO-Codename: Hat
- Kamov Ka-15 NATO-Codename: Hen
- Kamov Ka-18 NATO-Codename: Hog
- Kamov Ka-20 NATO-Codename: Harp
- Kamov Ka-22 Wintokryl / NATO-Codename: Hoop
- Kamov Ka-25 NATO-Codename: Hormone
- Kamov Ka-26 NATO-Codename: Hoodlum
- Kamov Ka-27 NATO-Codename: Helix A+D
- Kamov Ka-28 NATO-Codename: Helix
- Kamov Ka-29 NATO-Codename: Helix-B
- Kamov Ka-31 NATO-Codename: Helix
- Kamov Ka-32 NATO-Codename: Helix-C
- Kamov Ka-37 (drone)
- Kamov Ka-50 NATO-Codename: Hokum
- Kamov Ka-52 NATO-Codename: Hokum-B
- Kamov Ka-60
- Kamov Ka-62
- Kamov Ka-115
- Kamov Ka-118
- Kamov Ka-126
- Kamov Ka-137 (Drohne)
- Kamov Ka-226

Kawasaki
- Kawasaki OH-1

Kopter (già Marenco Marenco Swisshelicopter)
- SKYe SH09

Lockheed
- Lockheed AH-56 Cheyenne

Messerschmitt-Bölkow-Blohm (MBB)
- MBB Bo 105
- Panzerabwehrhubschrauber 1 (PAH 1)
- MBB Bo 106
- BO 107
- BO 108
- BO 140
- BP 108
- MBB BK 117

McDonnell Douglas (oggi MD Helicopters)
- McDonnell XV-1
- McDonnell Douglas AH-64 Apache
- McDonnell Douglas MD 902 Explorer
- McDonnell Douglas MD 520
- McDonnell Douglas MD 600N

Merckle
- SM 67

Mil
- Mil Mi-1 NATO-Codename: Hare
- Mil Mi-2 NATO-Codename: Hoplite
- Mil Mi-4 NATO-Codename: Hound
- Mil Mi-6 NATO-Codename: Hook
- Mil Mi-8 NATO-Codename: Hip
- Mil Mi-9 NATO-Codename: Hip-G
- Mil Mi-10 NATO-Codename: Harke
- Mil Mi-12 (W-12), NATO-Codename: Homer
- Mil Mi-14 NATO-Codename: Haze
- Mil Mi-17 NATO-Codename: Hip-H
- Mil Mi-24 NATO-Codename: Hind
- Mil Mi-25 NATO-Codename: Hind
- Mil Mi-26 NATO-Codename: Halo
- Mil Mi-28 NATO-Codename: Havoc
- Mil Mi-34 NATO-Codename: Hermit
- Mil Mi-35
- Mil Mi-38
- Mil Mi-40
- Mil Mi-42
- Mil Mi-52
- Mil Mi-54
- Mil Mi-58
- Mil W-7

NH Industries
- NH90

Omega
- Omega BS-12D

Piasecki Helicopter Corporation
- Piasecki PV-2
- Piasecki HRP-1
- Piasecki HUP-1 Retriever
- Piasecki H-16
- Piasecki H-21
- Piasecki H-25

Piasecki Aircraft Company
- Piasecki 16H Pathfinder
- Piasecki X-49A SpeedHawk

Państwowe Zakłady Lotnicze (PZL)
- SM-2 Universal
- PZL Kania
- PZL W-3 Sokół
- PZL SW-4 Puszczyk

Petrocz, Karman & Zurovec (PKZ)
- PKZ-1
- PKZ-2

Robinson Helicopter;
- Robinson R22
- Robinson R44 Raven, Clipper
- Robinson R66

RotorWay International
- RotorWay Exec 162F
- RotorWay A600 Talon
- RotorWay Eagle 300T

Saunders-Roe (Saro)
- Saunders-Roe Skeeter
- Saunders-Roe P.531

Schweizer Aircraft Corporation
- Schweizer 300C e CBi
- Schweizer S-330
- Schweizer S-333
- Schweizer S-434

Sikorsky Aircraft Corporation
- Sikorsky VS-300
- Sikorsky R-4 Hoverfly
- Sikorsky R-6 Hoverfly
- Sikorsky S-51 (R-5/H-5; HO2S/HO3S)
- Sikorsky S-52 (Harold E. Thompson)
- Sikorsky S-55 (H-19 Chickasaw; HO4S, HRS)
- Sikorsky S-56 (H-37 Mojave; HR2S)
- Sikorsky S-58 (H-34 Chocktaw; HSS Seabat; HUS Seahorse)
- Sikorsky S-59
- Sikorsky S-60
- Sikorsky S-61 (H-3 Sea King; CH-3/HH-3 Jolly Green Giant)
- Sikorsky S-62
- Sikorsky S-64 (H-54 Skycrane)
- Sikorsky S-65 (H-53 Stallion; S-80)
- Sikorsky S-66/S-67
- Sikorsky S-69
- Sikorsky S-70 (UH-60 Black Hawk; SH-60/MH-60 Seahawk)
- Sikorsky S-72 X-Wing
- Sikorsky S-76
- Sikorsky S-92
- Sikorsky S-97
- Sikorsky X2

Sud Aviation
Sud
- Sud Aviation SA 3160 e SA 316 e SA 319 Alouette III
- Sud Aviation SA 320 Frelon e SA 321 Super Frelon
- Sud Aviation SA 330 Puma
- Sud Aviation SA 315 Lama
- Sud Aviation SA 340 Gazelle e Aérospatiale SA 341 bzw. SA 342

Sud-Ouest
- Sud-Ouest SO 1100 Ariel
- Sud-Ouest SO 1221 Djinn

SNCAC
- SNCAC NC.2001 Abeille

SNCASE
- Sud-Est SE 3120 Alouette

(Aerospatiale)
Tatarinow
- Tatarinow Aeromobile

Vertol Aircraft Corporation
- Vertol VZ-2

Westland Aircraft (oggi AgustaWestland)
- Westland Lynx
- Westland Scout
- Westland Sea King
- Westland Wasp
- Westland Whirlwind
- Westland Dragonfly
- Westland Widgeon
- Westland Westminster
- Westland Wessex
- WAH-64 Apache (gemeinsam mit Boeing)
- EH-101 (Merlin)

Winner SCS
- Winner M500

Youngcopter
- Youngcopter NEO

Zaschka
- Zaschka-Rotationsflugzeug

Zlin
- Z-35 Heli Trener
- Z-135

Yamaha Motor Company
- Yamaha R MAX